# Warka (bière)
Pour les articles homonymes, voir Warka.
 (mai 2021).
Si vous disposez d'ouvrages ou d'articles de référence ou si vous connaissez des sites web de qualité traitant du thème abordé ici, merci de compléter l'article en donnant les références utiles à sa vérifiabilité et en les liant à la section « Notes et références ».
La Warka Brasserie ([ˈvarka]) est l'une des plus anciennes brasseries de Pologne et appartient au Groupe Żywiec. Żywiec Groupe dispose de cinq grandes brasseries: Żywiec Brasserie, Elbrewery, Leżajsk Brasserie, Cieszyn Brasserie et de Warka Brasserie, et est détenue en majorité par le néerlandais Heineken Groupe. La brasserie est située dans le centre historique de Warka en Pologne.

## Marque
La société affirme que, en 1478 Boleslaw V, le Prince Mazovian, réserva à Warka le droit exclusif de fournir de la bière à sa cour. L'usine actuelle a été ouverte en 1975, en vertu de la Zakłady Piwowarskie w Warszawie (Varsovie le Brassage). Warka Brasserie a été acheté en 1999 par Grupa Żywiec S. A. La brasserie a été modernisée en 2004, et a une capacité de production entre 200 et 350 millions de litres par an. C'est la deuxième plus grande brasserie de Grupa Żywiec.
La Warka Brasserie fabrique trois produits: "Warka", "Fort" et "Królewskie", ce dernier signifiant royale.

## Marketing
Warka est bien connu pour son emballage  distinctif rouge. Sur les bouteilles destinées à l'exportation, le label rouge est flanqué d'un hussard, chevalier ailé à cheval, tenant une lance, ainsi qu'un blasonnement arborant en souche l'année 1478.